# Diga di Katakado
La diga di Katakado (片門ダム?, Katakado damu) è una diga a gravità sul fiume Tadami 5 km ad ovest di Aizubange, nella prefettura di Fukushima, in Giappone. Fu costruita tra il 1951 e il 1953 per la produzione di energia idroelettrica. Alimenta una centrale idroelettrica da 57 MW.